# Picumne de Sclater
Picumnus sclateri
Espèce
Statut de conservation UICN

 LC  : Préoccupation mineure
Le Picumne de Sclater, Picumnus sclateri, est une espèce d'oiseaux de la famille des Picidae (sous-famille des Picumninae), dont l'aire de répartition s'étend sur le Équateur et le Pérou.
Son nom scientifique et son nom normalisé français commémorent le zoologiste britannique Philip Lutley Sclater (1829-1913).

## Liste des sous-espèces
D'après la classification de référence (version 5.1, 2015) du Congrès ornithologique international, cette espèce est constituée des sous-espèces suivantes (ordre phylogénique) :
- Picumnus sclateri parvistriatus Chapman, 1921
- Picumnus sclateri sclateri Taczanowski, 1877
- Picumnus sclateri porcullae Bond, 1954